# Оуенсборо (Кентуккі)
Оуенсборо (англ. Owensboro) — місто (англ. city) в США, в окрузі Девісс штату Кентуккі. Населення — 60 183 особи (2020).

## Географія
Оуенсборо розташоване за координатами 37°45′26″ пн. ш. 87°7′3″ зх. д. / 37.75722° пн. ш. 87.11750° зх. д. (37.757172, -87.117398).  За даними Бюро перепису населення США в 2010 році місто мало площу 52,88 км², з яких 49,45 км² — суходіл та 3,42 км² — водойми. В 2017 році площа становила 56,21 км², з яких 52,61 км² — суходіл та 3,60 км² — водойми.

### Клімат
Місто знаходиться у зоні, котра характеризується вологим субтропічним кліматом. Найтепліший місяць — липень із середньою температурою 25.6 °C (78 °F). Найхолодніший місяць — січень, із середньою температурою 1.7 °С (35 °F).
| Клімат Оуенсборо        | Клімат Оуенсборо | Клімат Оуенсборо | Клімат Оуенсборо | Клімат Оуенсборо | Клімат Оуенсборо | Клімат Оуенсборо | Клімат Оуенсборо | Клімат Оуенсборо | Клімат Оуенсборо | Клімат Оуенсборо | Клімат Оуенсборо | Клімат Оуенсборо | Клімат Оуенсборо |
| Показник                | Січ.             | Лют.             | Бер.             | Квіт.            | Трав.            | Черв.            | Лип.             | Серп.            | Вер.             | Жовт.            | Лист.            | Груд.            | Рік              |
| Абсолютний максимум, °C | 24               | 26               | 31               | 33               | 35               | 41               | 41               | 40               | 40               | 35               | 29               | 23               | 41               |
| Середній максимум, °C   | 6                | 7                | 13               | 19               | 25               | 30               | 31               | 31               | 27               | 21               | 13               | 7                | 20               |
| Середня температура, °C | 1                | 2                | 7                | 13               | 18               | 23               | 25               | 24               | 21               | 14               | 7                | 3                | 13               |
| Середній мінімум, °C    | −3               | −2               | 2                | 7                | 12               | 17               | 19               | 18               | 15               | 8                | 2                | −1               | 7                |
| Абсолютний мінімум, °C  | −27              | −29              | −21              | −5               | 0                | 5                | 6                | 5                | −2               | −6               | −21              | −25              | −29              |
| Норма опадів, мм        | 83.8             | 83.8             | 104.1            | 99.1             | 132.1            | 88.9             | 96.5             | 71.1             | 78.7             | 86.4             | 101.6            | 109.2            | 1132.8           |
| Днів з опадами          | 8,9              | 7,8              | 9,7              | 10,1             | 10,6             | 8,8              | 6,6              | 5,2              | 6,1              | 6,6              | 7,7              | 9,4              | 97,5             |
| Днів з дощем            | 8                | 6                | 7                | 6                | 6                | 6                | 6                | 6                | 5                | 4                | 5                | 6                | 76               |
| Днів зі снігом          | 1                | 0,9              | 0,3              | 0                | 0                | 0                | 0                | 0                | 0                | 0                | 0                | 0,8              | 3                |
| Вологість повітря, %    | 76               | 72               | 68               | 65               | 69               | 69               | 71               | 72               | 69               | 70               | 70               | 76               | 71               |
| ----------------------- | ---------------- | ---------------- | ---------------- | ---------------- | ---------------- | ---------------- | ---------------- | ---------------- | ---------------- | ---------------- | ---------------- | ---------------- | ---------------- |
| Джерело: Weatherbase    |                  |                  |                  |                  |                  |                  |                  |                  |                  |                  |                  |                  |                  |

## Демографія
Згідно з переписом 2010 року, у місті мешкало 57 265 осіб у 24 215 домогосподарствах у складі 14 532 родин. Густота населення становила 1083 особи/км².  Було 26072 помешкання (493/км²).
Расовий склад населення:
| - 87,5 % — білих - 7,3 % — чорних або афроамериканців - 0,9 % — азіатів - 0,1 % — вихідців з тихоокеанських островів - 0,1 % — корінних американців - 1,6 % — осіб інших рас |

До двох чи більше рас належало 2,5 %. Частка іспаномовних становила 3,2 % від усіх жителів.
За віковим діапазоном населення розподілялося таким чином: 23,7 % — особи молодші 18 років, 60,1 % — особи у віці 18—64 років, 16,2 % — особи у віці 65 років та старші. Медіана віку мешканця становила 38,1 року. На 100 осіб жіночої статі у місті припадало 89,1 чоловіків;  на 100 жінок у віці від 18 років та старших — 84,5 чоловіків також старших 18 років.
Середній дохід на одне домашнє господарство  становив 51 769 доларів США (медіана — 37 279), а середній дохід на одну сім'ю — 62 215 доларів (медіана — 48 862). Медіана доходів становила 41 615 доларів для чоловіків та 29 900 доларів для жінок. За межею бідності перебувало 19,8 % осіб, у тому числі 28,9 % дітей у віці до 18 років та 10,0 % осіб у віці 65 років та старших.
Цивільне працевлаштоване населення становило 25 005 осіб. Основні галузі зайнятості: освіта, охорона здоров'я та соціальна допомога — 23,6 %, роздрібна торгівля — 14,4 %, виробництво — 13,8 %.

## Відомі особистості
- Том Юелл (1909—1994) — американський актор
- Венделл Форд (1924—2014) — американський політик
- Стівен Френд Коен (1938—2020) — американський історик
- Джонні Депп (*1963) — американський актор, продюсер, режисер, сценарист, музикант.